# Разборе (Шмартно-при-Літії)
Разборе (словен. Razbore) — поселення в общині Шмартно-при-Літії, Осреднєсловенський регіон, Словенія. 
Висота над рівнем моря: 470 м.